# Uniwersytet Wirginii
Uniwersytet Wirginii, Uniwersytet Wirginijski (ang. University of Virginia, UVa, U.Va.) – amerykański uniwersytet publiczny w Charlottesville, w stanie Wirginia, założony przez prezydenta Thomasa Jeffersona.
W 1987 posiadłość Jeffersona Monticello i Uniwersytet Wirginii zostały wpisane na listę światowego dziedzictwa UNESCO.
Uczelniane drużyny sportowe występują jako Cavaliers (męskie) lub Lady Cavaliers (żeńskie).

## Historia
18 stycznia 1800 Thomas Jefferson, wówczas wiceprezydent Stanów Zjednoczonych, pragnąc zrealizować plany budowy nowego kolegium, napisał w liście do Josepha Priestleya: 

Chcemy założyć w północnym kraju Wirginii uniwersytet tak szeroki i liberalny i współczesny, że będzie chlubą społeczeństwa i magnesem dla młodzieńców z innych państw, którzy przyjadą tu i pić będą z filiżanki wiedzy, bratając się z Amerykanami.

Bankiet inauguracyjny odbył się w 1824, a pierwsze zajęcia odbyły się w marcu 1825. Szkoła dała studentom pełny wybór przedmiotów fakultatywnych, zamiast standardowych. Jefferson wyjaśnił, że „ta instytucja będzie opierać się na bezkresnej wolności ludzkiego umysłu, więc nie boimy się czynu zgodnego z prawdą”.
Początkowo istniało osiem wydziałów: filologiczny, filologii klasycznej, matematyki, filozofii natury, astronomii, medycyny, filozofii, prawa i historii. Od 1831 uczelnia przyznaje tytuł Master of Arts.

## Znani absolwenci
- Edgar Allan Poe – poeta i nowelista
- Richard Byrd – lotnik, pionier wypraw polarnych
- Woodrow Wilson – prezydent Stanów Zjednoczonych
- Robert Kennedy – polityk